# Grandes (Salamanca)
Grandes es una localidad del municipio de Cipérez, en la comarca de Tierra de Vitigudino, provincia de Salamanca, España.

## Historia
La fundación de Grandes se fecha en la Edad Media, debiéndose al proceso repoblador emprendido en la zona por el rey Fernando II de León, apareciendo recogido con el actual nombre ya en el siglo XIII, dentro del arcedianato de Ledesma, en el Reino de León. Con la creación de las provincias actuales en 1833 Grandes, entonces aún como municipio independiente, quedó adscrito a la de Salamanca, dentro de la Región Leonesa. En torno a 1980 Grandes se integró en el municipio de Cipérez, en el que se mantiene actualmente. En el último censo en que aparecía como municipio, en 1970, contaba con una población de derecho de 62 habitantes.

## Geografía humana

### Demografía
| Gráfica de evolución demográfica de Grandes entre 1842 y 1970 |
| |
| Población de derecho según los censos de población del INE Población de hecho según los censos de población del INEEntre el censo de 1857 y el anterior, crece el término del municipio porque incorpora a 375046 (El Valejo) Entre el censo de 1981 y el anterior, este municipio desaparece porque se agrupa en el municipio 37106 (Cipérez) |

En 2018 Grandes contaba con una población de 11 habitantes, de los cuales 3 eran hombres y 8 mujeres. (INE 2018).
| Gráfica de evolución demográfica de Grandes (Cipérez) entre 2000 y 2018                  |
|                                                                                          |
| Fuente: Instituto Nacional de Estadística de España - Elaboración gráfica por Wikipedia. |